# Konjuhovci
Konjuhovci (en serbe cyrillique : Коњуховци) est un village de Bosnie-Herzégovine. Il est situé dans la municipalité de Prnjavor et dans la république serbe de Bosnie. Selon les premiers résultats du recensement bosnien de 2013, il compte 1 196 habitants.

## Démographie

### Évolution historique de la population dans la localité
| 1948 | 1953 | 1961 | 1971 | 1981  | 1991  | 2013  |
| ---- | ---- | ---- | ---- | ----- | ----- | ----- |
| -    | -    | 635  | 786  | 1 212 | 1 451 | 1 196 |

|  |

### Communauté locale
En 1991, la communauté locale de Konjuhovci comptait 1 800 habitants, répartis de la manière suivante :